# Anomalochrysa rufescens
Anomalochrysa rufescens är en insektsart som beskrevs av Mclachlan 1883. Anomalochrysa rufescens ingår i släktet Anomalochrysa och familjen guldögonsländor. Inga underarter finns listade i Catalogue of Life.